# Tomorrowland (filme)
Tomorrowland (bra: Tomorrowland - Um Lugar Onde Nada É Impossível ou Tomorrowland: Um Lugar Onde Nada É Impossível; prt: Tomorrowland: Terra do Amanhã ou Tomorrowland - A Terra do Amanhã) é um filme hispano-estadunidense de 2015, dos gêneros aventura e ficção científica, dirigido por Brad Bird, com roteiro de Damon Lindelof, Jeff Jensen e do próprio diretor.
O elenco tem George Clooney e Britt Robertson.
A Walt Disney Pictures anunciou o longa originalmente sob o título provisório de "1952", até que foi renomeado para Tomorrowland o que, por ter o mesmo nome do futurista parque temático da Disney, gerou especulação de que seria baseado na temática terra futurista encontrada em parques da Disney.

## Enredo

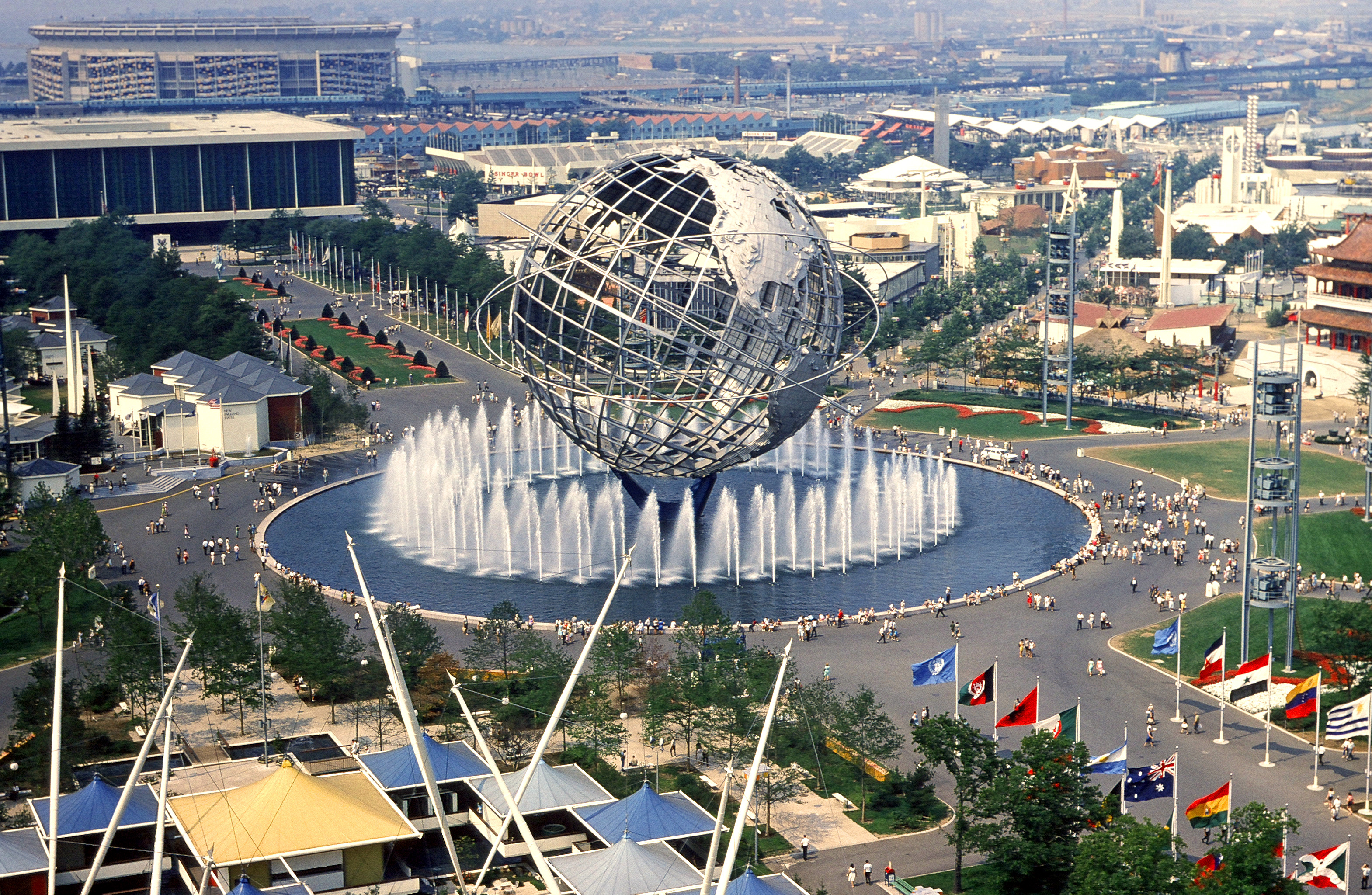
A Feira Mundial de 1964, ponto inicial do enredo.

Casey Newton (Britt Robertson) é uma garota inteligente que, ante a iminência da perda de emprego pelo pai numa estação da NASA que está para ser desativada, resolve sabotar as máquinas de demolição e, quando presa, recebe um prodigioso broche capaz de, assim que tocado apenas por ela, transportá-la a um mundo futurístico chamado Tomorrowland.
O broche provoca uma espécie de visão automática deste outro mundo e traz como imagem o logotipo da Feira Mundial de 1964, que ocorreu em Nova Iorque; foi nesta feira que o então garoto-prodígio Frank Walker (Robinson) recebe da misteriosa menina Athena (Cassidy) o broche, que era sua passagem para o mundo misterioso - contrariando a orientação de David Nix (Laurie), que comanda a viagem entre as dimensões. Ali, após uma desilusão, Walker é expulso por Nix de volta à Terra.
No presente, o já maduro Walker (Clooney) está desiludido com o destino do planeta, cuja destruição está se aproximando, e vive recluso no meio rural. Casey descobre que robôs (ou AA, versões mais evoluídas de androides) foram deixados por Nix para destruir os broches restantes e começa a ser perseguida por eles.
Logo Athena aproxima Casey de Walker e os três fogem para Paris onde há o meio capaz de levá-los a Tomorrowland, lugar onde se desenrola o restante da aventura, cujo desfecho irá mudar o destino da Terra.

## Elenco
- George Clooney como John Francis "Frank" Walker, um inventor grisalho
  - Thomas Robinson como Jovem Frank Walker
- Hugh Laurie como David Nix, líder do Tomorrowland
- Britt Robertson como Casey Newton, uma adolescente otimista e conhecedora de tecnologia
  - Shiloh Nelson como Jovem Casey Newton
- Raffey Cassidy como Athena, uma droide Audio-Animatrônica recrutadora
- Tim McGraw como Eddie Newton, pai de Casey e engenheiro da NASA
- Kathryn Hahn como Ursula, dona da loja e uma das assassinas de Nix
- Keegan-Michael Key como Hugo, dono da loja e outro dos assassinos de Nix
- Chris Bauer como Sr. Walker, pai de Frank
- Pierce Gagnon como Nate Newton, irmão de Casey
- Matthew Maccaull como Dave Clark
- Judy Greer como Jenny Newton, mãe de Casey
- Garry Chalk como Jóquei da Prisão